# Psylla cedrelae
Psylla cedrelae är en insektsart som beskrevs av Jean-Jacques Kieffer 1905. Psylla cedrelae ingår i släktet Psylla och familjen rundbladloppor. Inga underarter finns listade i Catalogue of Life.